# Omiš
Omiš est une ville et une municipalité située en Dalmatie, dans le comitat de Split-Dalmatie, en Croatie. Au recensement de 2001, la municipalité comptait 15 472 habitants, dont 97,93 % de Croates et la ville seule comptait 6 565 habitants.
Cette petite ville du Moyen Âge a toujours été un lieu stratégique de défense pour ceux, qui au cours des années voulurent contrôler cette partie de la côte croate. Il existe de nombreux écrits qui parlent des combats des pirates d'Omis contre d'autres conquérants de cette région.
Du XIIIe s. au XVe s. le contrôle sur la ville d'Omis se répartit entre la Croatie, la Bosnie et Venise.
Omis, comme ses environs, fut le lieu d'incessants combats entre Turcs, Vénitiens, Hongrois, Croates et autres peuples chrétiens. À cette époque, Venise conquit Omis et la plaça sous son administration jusqu'en 1797, date à laquelle la République vénitienne disparaît. Omis passa ensuite entre les mains des Autrichiens, puis sous le contrôle de la France napoléonienne puis de nouveau aux Autrichiens jusqu'en 1918.
Aujourd'hui encore, nous pouvons voir les deux tours qui dominent la ville. L'une d'elles, Mirabela, fut construite au XIIIe s. et atteint une hauteur de 245 m, l'autre porte le nom de Starigrad. La ville est aussi une station balnéaire, avec quelques plages proches.

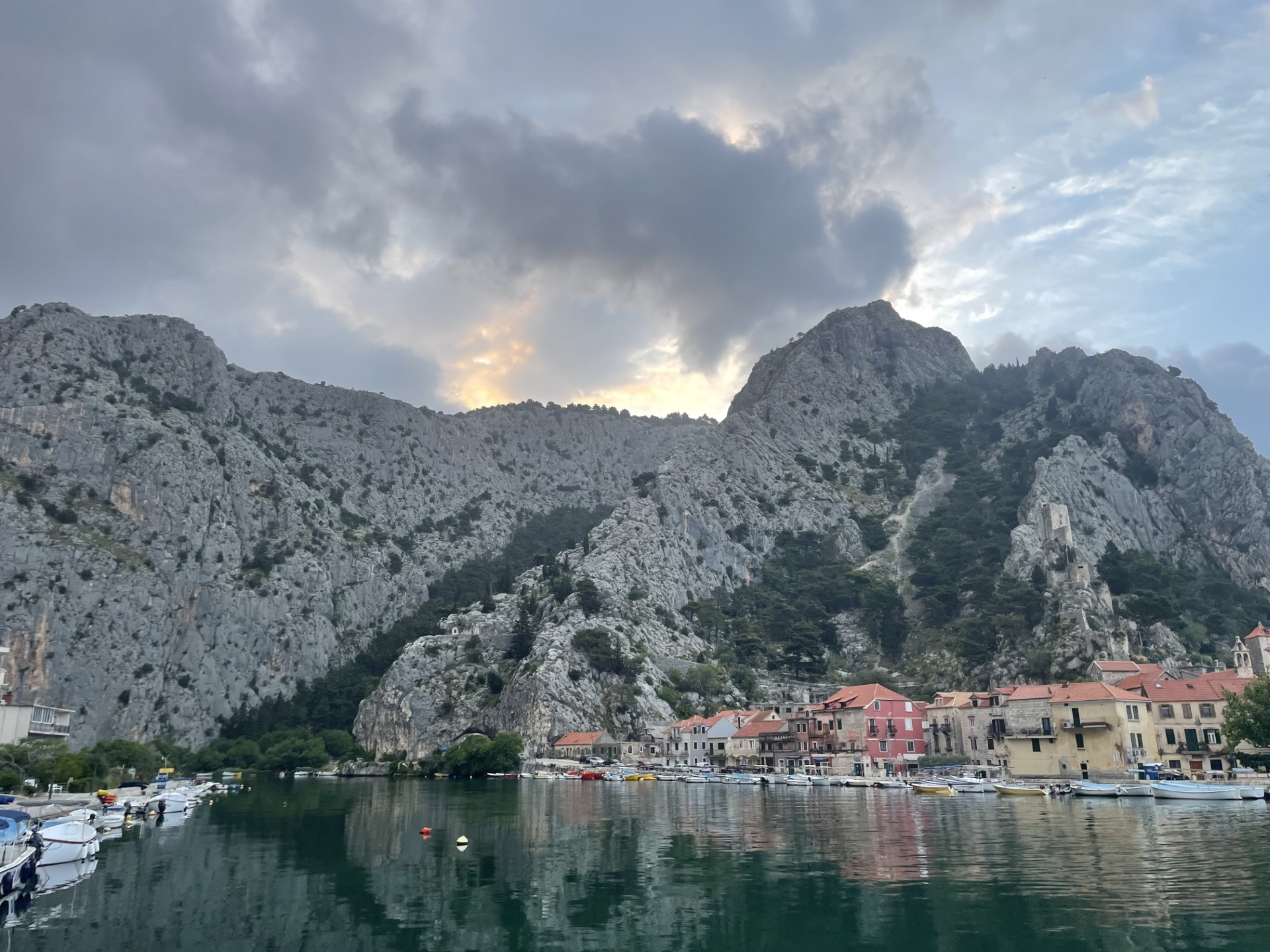
La ville d'Omis

## Histoire
Au XVe siècle, Omiš est officiellement passé sous la domination vénitienne et la ville elle-même est devenue une importante place forte administrative et militaire, entourée de hauts murs défensifs.
C'est précisément sous la domination vénitienne qu'Omiš a acquis son aspect et sa forme architecturale actuels. La ville s'étant développée à l'intérieur de ses hautes fortifications, les architectes ne disposaient que d'un espace limité pour aménager de larges ruelles et de grandes maisons. Les ruelles de la vieille ville étaient donc assez étroites et n'étaient coupées que par de nombreuses places et piazzas qui étaient les lieux de la vie publique au début de la période moderne.
Cependant, la ville devint progressivement trop grande et trop peuplée pour rester confinée à l'intérieur de ses murs. Peu après la chute de la République de Venise, au début du XIXe siècle, les urbanistes ont décidé de démolir les remparts médiévaux, et la porte orientale de la ville, ainsi que la tour Turjun qui surplombe la rue principale de Fošal, sont restées les seuls souvenirs du vieux « géant » qui a protégé Omiš des envahisseurs pendant des siècles.
Après la chute de la République de Venise, au début du XIXe siècle, Omiš passa sous la domination de l'Autriche et, en 1807, fit partie, avec le reste de la Dalmatie, de la France de Napoléon, avant de revenir à l'Autriche en 1813, sous la domination de laquelle elle resta jusqu'à la fin de la Première Guerre mondiale, en 1918.
Au cours de la période suivante, Omiš, comme la majeure partie de la Croatie, a connu deux États yougoslaves et, en 1991, a finalement concédé à l'Autriche le statut d'État indépendant.

## Localités
La municipalité d'Omiš compte 31 localités : 
| - Blato na Cetini - Borak - Čelina - Čisla - Donji Dolac - Dubrava - Gata - Gornji Dolac - Kostanje - Kučiće - Lokva Rogoznica - Marušići - Mimice - Naklice - Nova Sela - Omiš | - Ostrvica - Pisak - Podašpilje - Podgrađe - Putišići - Seoca - Slime - Smolonje - Srijane - Stanići - Svinišće - Trnbusi - Tugare - Zakučac - Zvečanje |

## Personnalités
- Vatroslav Mimica (1923-2020), réalisateur yougoslave y est né.

## Jumelages
- Havířov (Tchéquie)
- Riazan (Russie)